# Autigny-la-Tour
Autigny-la-Tour ist eine französische Gemeinde mit 136 Einwohnern (Stand: 1. Januar 2022) im Département Vosges in der Region Grand Est. Sie gehört zum Arrondissement Neufchâteau und zum Gemeindeverband Ouest Vosgien.

## Geografie
Die Gemeinde Autigny-la-Tour liegt in einer Flussschleife des Vair, eines Nebenflusses der oberen Maas, etwa acht Kilometer nordöstlich von Neufchâteau in waldreicher Umgebung.

## Bevölkerungsentwicklung
| Jahr                       | 1962 | 1968 | 1975 | 1982 | 1990 | 1999 | 2006 | 2014 | 2020 |
| Einwohner                  | 160  | 162  | 189  | 180  | 175  | 161  | 153  | 169  | 145  |
| Quellen: Cassini und INSEE |      |      |      |      |      |      |      |      |      |

## Sehenswürdigkeiten
- Kirche Saint-Pient
- Schloss, Monument historique
- zwei Monumentalkreuze aus dem 16. Jahrhundert, Monuments historiques
- romanische Brücke über den Vair

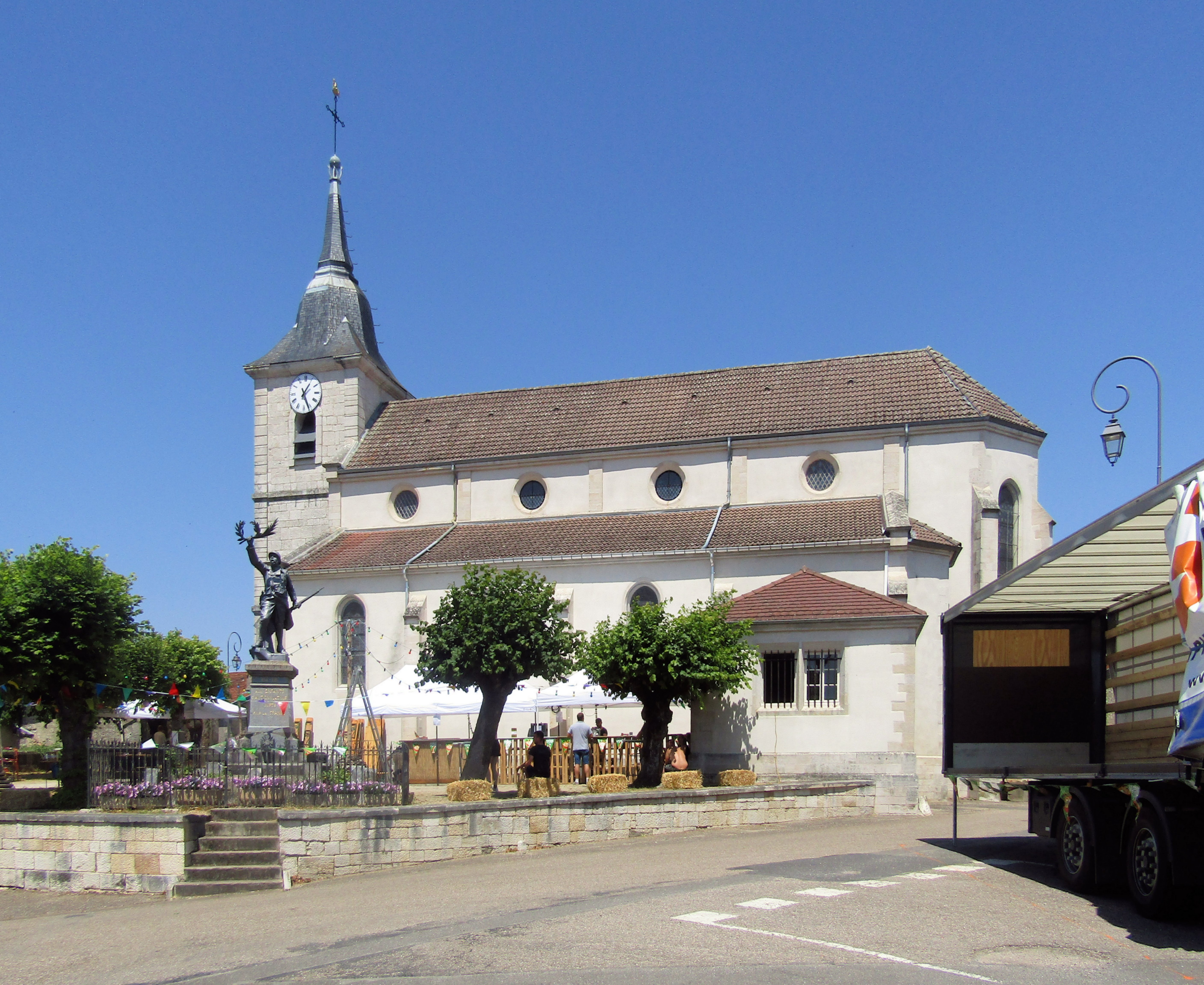
Kirche Saint-Pient
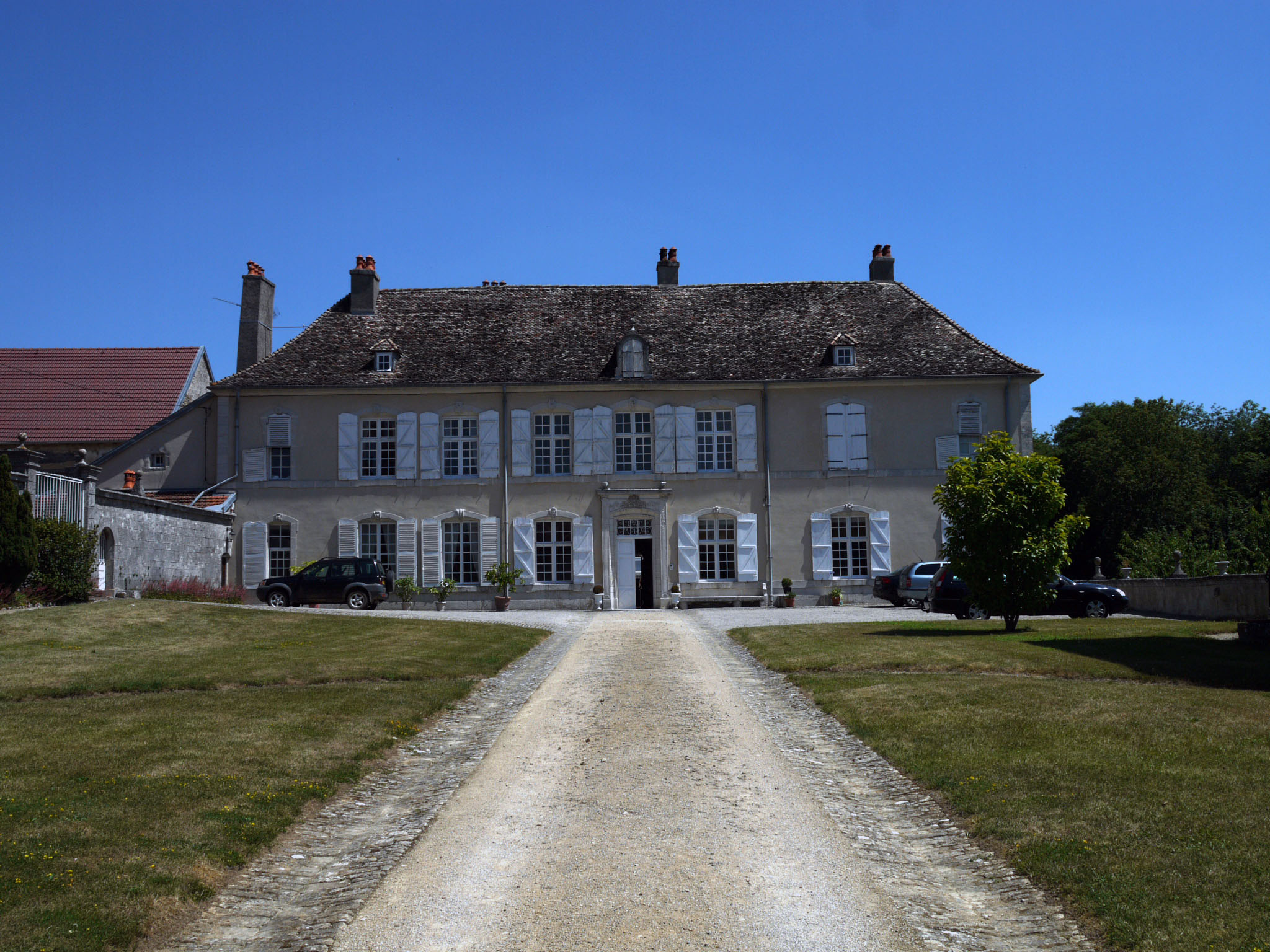
Schloss
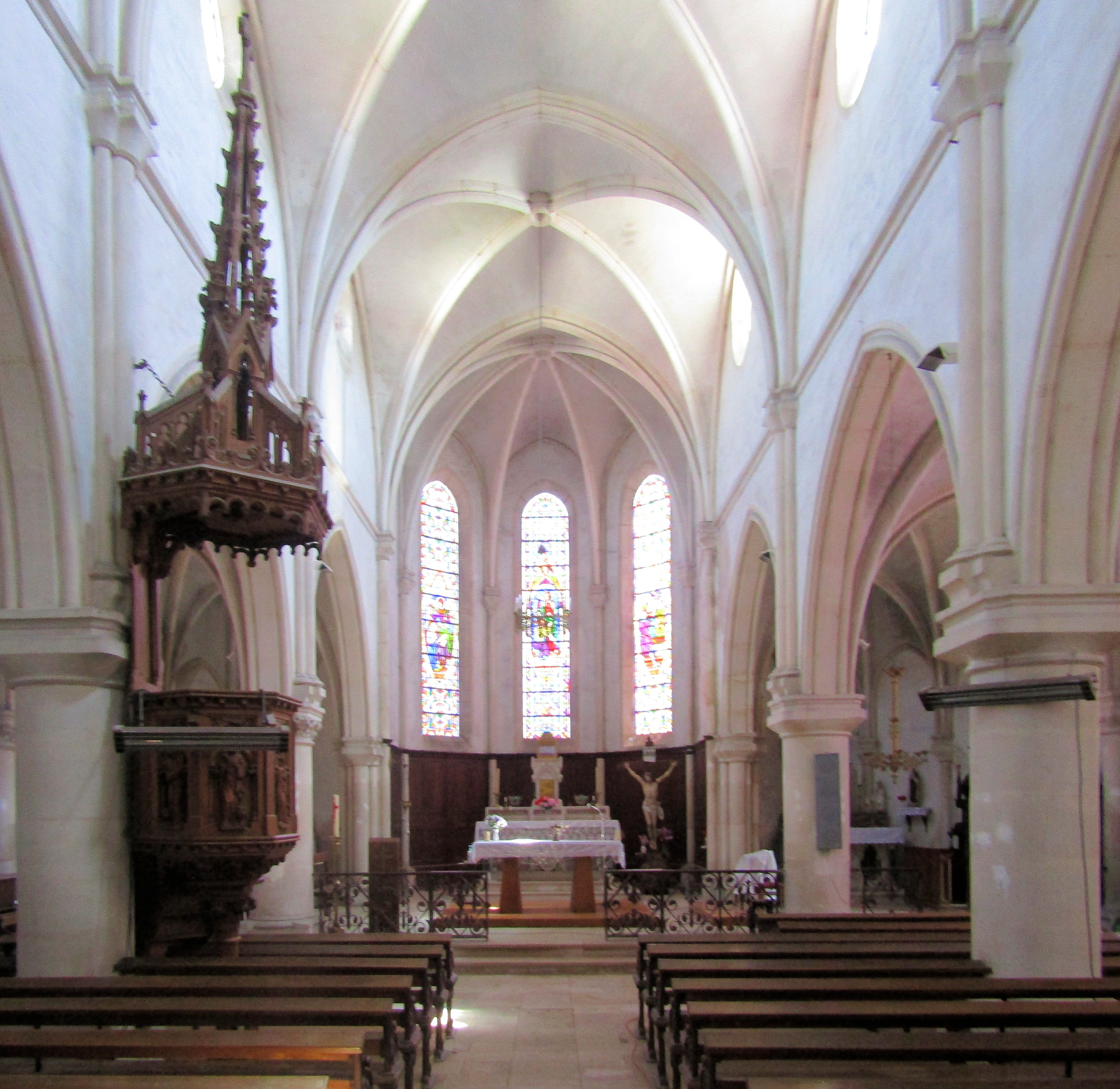
Innenansicht Saint-Pient
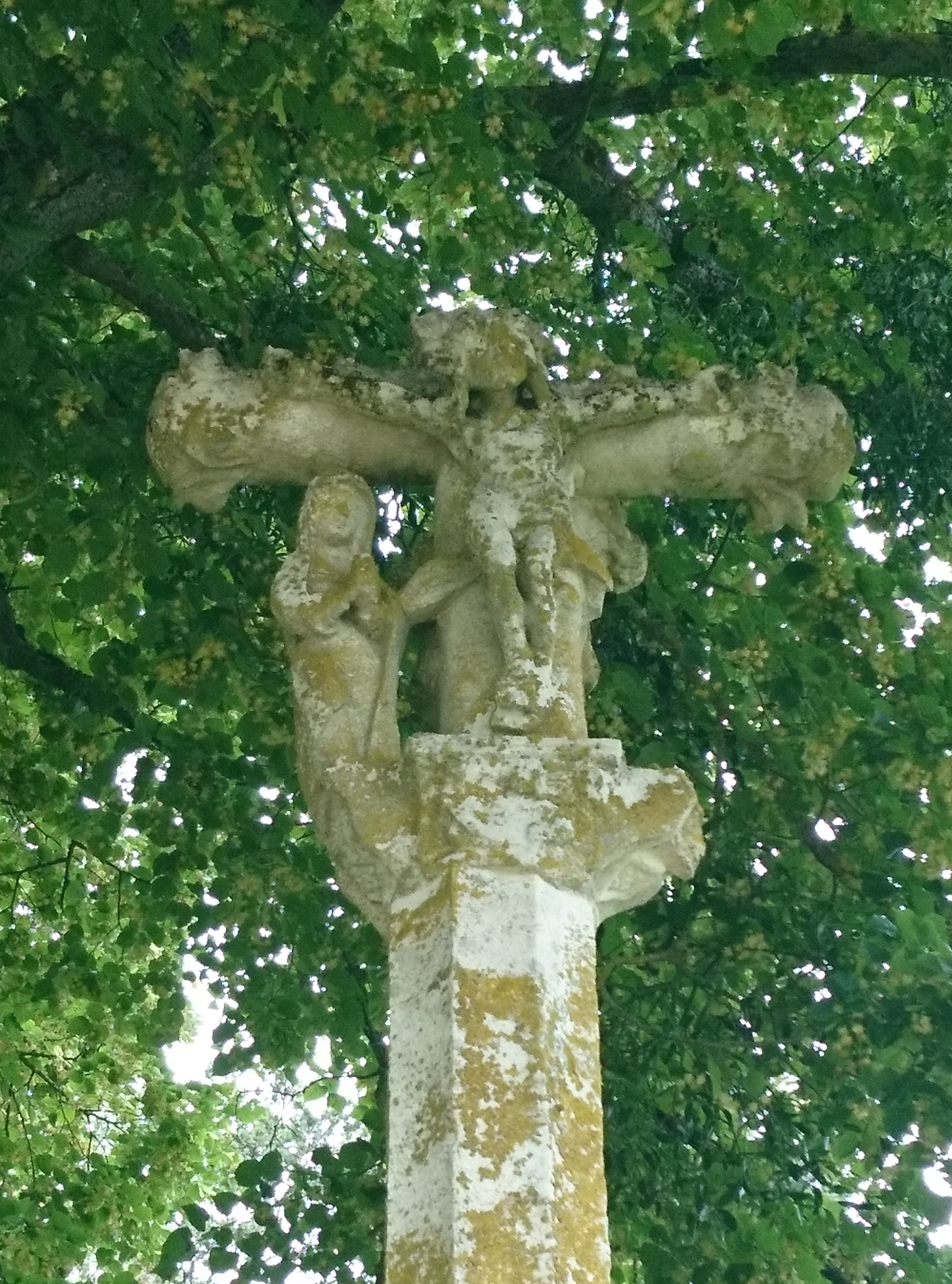
Monumentalkreuz
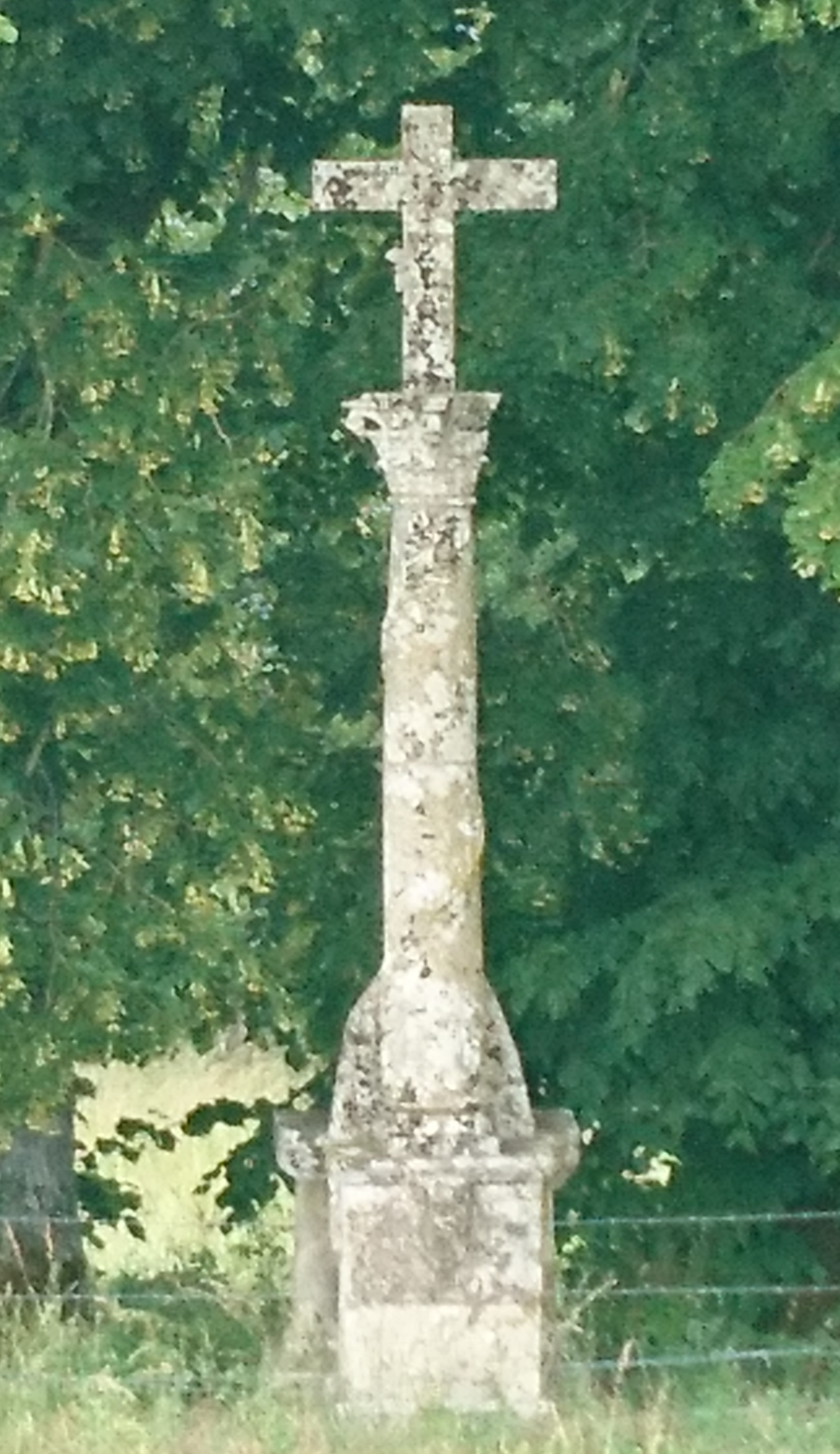
Weiteres Monumentalkreuz
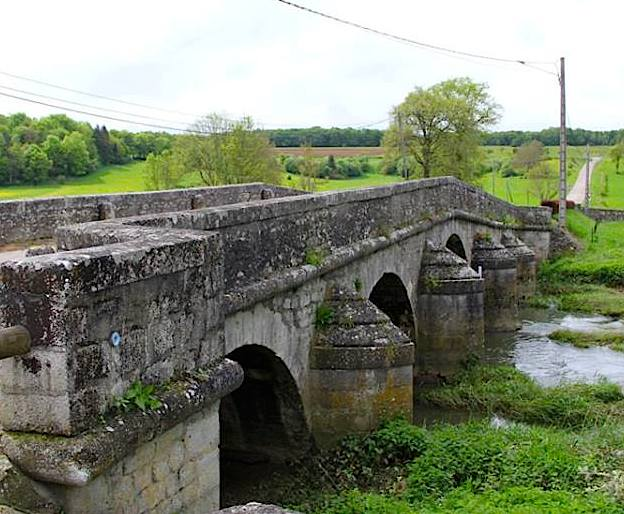
Romanische Brücke über den Vair